# Repêchage d'entrée dans la KHL 2011
2010 2012
Le repêchage d'entrée dans la KHL 2011 est le troisième repêchage de l'histoire de la Kontinentalnaïa Hokkeïnaïa Liga. Il est présenté le 28 mai 2011 à la Mytichtchi Arena. Un total de 371 joueurs de  hockey sur glace participent au repêchage, 171 joueurs russes, 100 joueurs européens et 100 joueurs nord-américains.

## Règles
L'Avtomobilist Iekaterinbourg, l'Atlant Mytichtchi, le Barys Astana, le Dinamo Minsk, le Dinamo Riga et le HC Lev Poprad n'ont pas le droit de protéger de joueurs de leurs équipes de jeunes. Les autres équipes ont le droit d'en protéger trois. 
Lorsqu'une équipe choisit un joueur protégé par une autre équipe, elle perd son choix de repêchage qui revient automatiquement à l'équipe possédant le joueur. Par exemple, Mikhaïl Grigorenko est choisi par l'Atlant Mytichtchi en huitième position. Le CSKA Moscou qui a choisi de le protéger récupère le huitième choix et conserve ses droits sur le joueur.

## Meilleurs espoirs
| Rang | Joueurs nord-américains | Joueurs européens      | Joueurs russes           |
| ---- | ----------------------- | ---------------------- | ------------------------ |
| 1    | Ryan Nugent-Hopkins (C) | Gabriel Landeskog (AG) | Mikhaïl Grigorenko (C)   |
| 2    | Jonathan Huberdeau (C)  | Joel Armia (AD)        | Anton Slepychev (AG)     |
| 3    | Nathan Beaulieu (D)     | Calle Järnkrok (C)     | Aleksandr Timiriov (AD)  |
| 4    | Sean Couturier (C)      | Sven Bärtschi (AG)     | Bogdan Iakimov (C)       |
| 5    | Ryan Murphy (D)         | Jonas Brodin (D)       | Vadim Khlopotov (C)      |
| 6    | Dougie Hamilton (D)     | Oscar Klefbom (D)      | Viatcheslav Osnovine (C) |
| 7    | Ryan Strome (C)         | Miikka Salomäki (C)    | Arseni Khatseï (C)       |
| 8    | Duncan Siemens (D)      | Markus Granlund (C)    | Valeri Vassiliev (D)     |
| 9    | Charlie Coyle (AD)      | Rickard Rakell (AD)    | Pavel Makarenko (D)      |
| 10   | Mark McNeill (C)        | Patrick Cehlin (AD)    | Timour Chingareïev (AD)  |

| Rang | Gardiens nord-américains | Gardiens européens | Gardiens russes    |
| ---- | ------------------------ | ------------------ | ------------------ |
| 1    | John Gibson              | Christopher Gibson | Andreï Vassilevski |
| 2    | Louis Domingue           | Samu Perhonen      | Igor Oustinski     |
| 3    | Jordan Binnington        | Matej Machovsky    | Ivan Nalimov       |

## Le repêchage

### 1ertour
| Rang | Joueur                | Position | Nationalité | Équipe KHL               | Repêché de                     |
| ---- | --------------------- | -------- | ----------- | ------------------------ | ------------------------------ |
| 1    | Anton Slepychev       | A        | Russie      | Metallourg Novokouznetsk | Dizel Penza 2 (Pervaïa Liga)   |
| 2    | Igor Ichaïev          | A        | Russie      | Amour Khabarovsk         | Amourskie Tigry (MHL)          |
| 3    | Aleksandr Timiriov    | A        | Russie      | CSKA Moscou              | Gazovik Tioumen                |
| 4    | Iegor Malenkikh       | D        | Russie      | SKA Saint-Pétersbourg    | Gazovik Tioumen                |
| 5    | Jonathan Huberdeau    | A        | Canada      | Vitiaz Tchekhov          | Sea Dogs de Saint-Jean (LHJMQ) |
| 6    | Viatcheslav Osnovine  | A        | Russie      | Traktor Tcheliabinsk     | Traktor Tcheliabinsk           |
| 7    | Andreï Vassilevski    | G        | Russie      | Salavat Ioulaïev Oufa    | Tolpar (MHL)                   |
| 8    | Mikhaïl Grigorenko    | C        | Russie      | CSKA Moscou              | Krasnaïa Armia (MHL)           |
| 9    | Arseni Khatseï        | A        | Russie      | Atlant Mytichtchi        | HK Spartak Moscou              |
| 10   | Anders Nilsson        | G        | Suède       | Dinamo Minsk             | Luleå HF                       |
| 11   | Vladislav Namestnikov | C        | Russie      | Torpedo Nijni Novgorod   | Knights de London (LHO)        |
| 12   | Ivan Nalimov          | G        | Russie      | SKA Saint-Pétersbourg    | Metallourg Novokouznetsk       |
| 13   | Anatoli Riabov        | C        | Russie      | Torpedo Nijni Novgorod   | Gazovik Tioumen                |
| 14   | Joel Armia            | A        | Finlande    | Severstal Tcherepovets   | Ässät                          |
| 15   | Valeri Kniazev        | A        | Russie      | Sibir Novossibirsk       | HC Berounští Medvědi           |
| 16   | Gabriel Landeskog     | A        | Suède       | Salavat Ioulaïev Oufa    | Rangers de Kitchener           |
| 17   | Pavel Makarenko       | A        | Russie      | SKA Saint-Pétersbourg    | HK Spartak Moscou              |
| 18   | Artour Hawrous        | A        | Biélorussie | Atlant Mytichtchi        | HK Nioman Hrodna               |
| 19   | Daniiar Qaiyrov       | D        | Kazakhstan  | SKA Saint-Pétersbourg    | Torpedo Oust-Kamenogorsk       |
| 20   | Oscar Klefbom         | D        | Suède       | Salavat Ioulaïev Oufa    | Färjestads BK                  |
| 21   | Igor Oustinski        | G        | Russie      | Metallourg Magnitogorsk  | Gazovik Tioumen                |
| 22   | Jerry Kaukinen        | G        | Finlande    | Ak Bars Kazan            | Lukko                          |
| 23   | Teuvo Teräväinen      | A        | Finlande    | Lokomotiv Iaroslavl      | Jokerit                        |
| 24   | Markus Granlund       | C        | Finlande    | Salavat Ioulaïev Oufa    | HIFK                           |

### 2etour
| Rang | Joueur                    | Position | Nationalité | Équipe KHL                  | Repêché de                        |
| ---- | ------------------------- | -------- | ----------- | --------------------------- | --------------------------------- |
| 25   | Aleksandr Galtcheniouk    | A        | Russie      | Atlant Mytichtchi           | Sting de Sarnia (LHO)             |
| 26   | Marek Tvrdon              | A        | Slovaquie   | HC Lev Poprad               | Giants de Vancouver               |
| 27   | Mark Skoutar              | D        | Russie      | Metallourg Novokouznetsk    | HK Spartak Moscou                 |
| 28   | Zemgus Girgensons         | A        | Lettonie    | CSKA Moscou                 | Fighting Saints de Dubuque (USHL) |
| 29   | Ilia Lioubouchkine        | D        | Russie      | Metallourg Novokouznetsk    | HK Rys                            |
| 30   | Maksim Soubbotine         | A        | Russie      | Avtomobilist Iekaterinbourg | Avtomobilist Iekaterinbourg       |
| 31   | Vadim Kholopotov          | A        | Russie      | Lokomotiv Iaroslavl         | Loko (MHL)                        |
| 32   | Bogdan Iakimov            | A        | Russie      | Neftekhimik Nijnekamsk      | Neftekhimik Nijnekamsk            |
| 33   | Adam Almqvist             | D        | Suède       | CSKA Moscou                 | HV 71                             |
| 34   | Stanislav Gareïev         | D        | Russie      | Salavat Ioulaïev Oufa       | Salavat Ioulaïev Oufa             |
| 35   | Igor Safaraleïev          | A        | Russie      | Torpedo Nijni Novgorod      | Gazovik Tioumen                   |
| 36   | Miikka Salomäki           | A        | Finlande    | Dinamo Minsk                | Kärpät Oulu                       |
| 37   | Tomas Mikus               | A        | Slovaquie   | Spartak Moscou              | HK 36 Skalica                     |
| 38   | Dmitri Sinitsyne          | D        | Russie      | Barys Astana                | Stars Dallas U18                  |
| 39   | Teodors Blugers           | A        | Lettonie    | Dinamo Riga                 | Shattuck St. Mary's (USHS)        |
| 40   | Valeri Vassiliev          | A        | Russie      | Spartak Moscou              | Spartak Moscou                    |
| 41   | Filip Forsberg            | A        | Suède       | Sibir Novossibirsk          | Leksands IF                       |
| 42   | Joachim Nermark           | A        | Suède       | Salavat Ioulaïev Oufa       | Linköpings HC                     |
| 43   | Calle Järnkrok            | A        | Suède       | Severstal Tcherepovets      | Brynäs IF                         |
| 44   | Mark Soliankine-Pasternak | D        | Russie      | Lokomotiv Iaroslavl         | Lokomotiv Iaroslavl               |
| 45   | Miro Aaltonen             | C        | Finlande    | Atlant Mytichtchi           | Espoo Blues                       |
| 46   | Vassili Demtchenko        | G        | Russie      | Traktor Tcheliabinsk        | Traktor Tcheliabinsk              |
| 47   | Alekseï Filippov          | A        | Russie      | Traktor Tcheliabinsk        | Traktor Tcheliabinsk              |

### 3etour
| Rang | Joueur                | Position | Nationalité | Équipe KHL                  | Repêché de                  |
| ---- | --------------------- | -------- | ----------- | --------------------------- | --------------------------- |
| 48   | Damir Galine          | D        | Russie      | Ak Bars Kazan               | Bars (MHL)                  |
| 49   | Pavel Koledov         | D        | Russie      | Sibir Novossibirsk          | Sibirskie Snaïpery (MHL)    |
| 50   | Ievgueni Erchov       | D        | Russie      | Metallourg Magnitogorsk     | Gazovik Tioumen 94          |
| 51   | Christopher Gibson    | G        | Finlande    | Ak Bars Kazan               | Saguenéens de Chicoutimi    |
| 52   | Kirill Voronine       | C        | Russie      | Lokomotiv Iaroslavl         | Loko                        |
| 53   | Jonathan Johansson    | A        | Suède       | Salavat Ioulaïev Oufa       | Battalion de Brampton       |
| 54   | Adam Pettersson       | A        | Suède       | Avangard Omsk               | Skellefteå AIK              |
| 55   | Ivan Petrakov         | A        | Russie      | Vitiaz Tchekhov             | Vitiaz Tchekhov             |
| 56   | Anton Ivanioujenkov   | A        | Russie      | Vitiaz Tchekhov             | Vitiaz Tchekhov             |
| 57   | Nikita Chpakov        | A        | Russie      | HC Lev Poprad               | Molot Prikamie Perm         |
| 58   | Damir Jafiarov        | A        | Russie      | Metallourg Novokouznetsk    | HK Rous                     |
| 59   | Pavel Khomtchenko     | G        | Russie      | Lokomotiv Iaroslavl         | Lokomotiv Iaroslavl         |
| 60   | Mathew Dumba          | D        | Canada      | Vitiaz Tchekhov             | Rebels de Red Deer          |
| 61   | Nikita Triamkine      | D        | Russie      | Avtomobilist Iekaterinbourg | Avtomobilist Iekaterinbourg |
| 62   | Andreï Iermakov       | D        | Russie      | Spartak Moscou              | Spartak Moscou              |
| 63   | Nikolaï Kordioukov    | A        | Russie      | Traktor Tcheliabinsk        | Traktor Tcheliabinsk        |
| 64   | Gueorgui Boussarov    | C        | Russie      | Torpedo Nijni Novgorod      | Dizel Penza                 |
| 65   | Petter Granberg       | D        | Suède       | Dinamo Minsk                | Skellefteå AIK              |
| 66   | Ievgueni Kroutikov    | A        | Russie      | Spartak Moscou              | Spartak Moscou              |
| 67   | Aleksandr Nikoulnikov | A        | Russie      | Barys Astana                |                             |
| 68   | Alexander Ruuttu      | A        | Finlande    | Dinamo Riga                 | Jokerit                     |
| 69   | Iouri Kozlovski       | D        | Russie      | Spartak Moscou              | Spartak Moscou              |
| 70   | Artiom Antipov        | A        | Kazakhstan  | Sibir Novossibirsk          | Pirates de Portland Jr.     |
| 71   | Denis Mingaleïev      | D        | Russie      | Iougra Khanty-Mansiïsk      | Avtomobilist Iekaterinbourg |
| 72   | Nikita Kramskoï       | C        | Russie      | Severstal Tcherepovets      | CSKA Moscou                 |
| 73   | Dmitri Sidliarov      | D        | Russie      | Atlant Mytichtchi           | Kristall Elektrostal        |
| 74   | Jonas Brodin          | A        | Suède       | SKA Saint-Pétersbourg       | Färjestads BK               |

### 4etour
| Rang | Joueur                 | Position | Nationalité | Équipe KHL                  | Repêché de                       |
| ---- | ---------------------- | -------- | ----------- | --------------------------- | -------------------------------- |
| 75   | Rouslan Ibatoulline    | D        | Russie      | Salavat Ioulaïev Oufa       | Salavat Ioulaïev Oufa            |
| 76   | Aleksandr Iakovlev     | A        | Russie      | Metallourg Magnitogorsk     | Khimik Voskressensk              |
| 77   | Maksim Koulaguine      | D        | Russie      | Metallourg Magnitogorsk     | Khimik Voskressensk              |
| 78   | Damir Moussine         | D        | Russie      | Ak Bars Kazan               | Ak Bars Kazan                    |
| 79   | Samuel Guerra          | A        | Suisse      | Lokomotiv Iaroslavl         | HC Davos                         |
| 80   | Rasmus Bengtsson       | A        | Suède       | Salavat Ioulaïev Oufa       | Rögle BK                         |
| 81   | Denis Vanine           | D        | Russie      | Traktor Tcheliabinsk        | Traktor Tcheliabinsk             |
| 82   | Alekseï Bereglazov     | D        | Russie      | Metallourg Magnitogorsk     | Metallourg Magnitogorsk          |
| 83   | Vladlen Zakharov       | D        | Russie      | HC Lev Poprad               | Metallourg Magnitogorsk          |
| 84   | Konstantin Chabounov   | D        | Russie      | Metallourg Novokouznetsk    | Spartak Moscou                   |
| 85   | Olli Määttä            | A        | Finlande    | SKA Saint-Pétersbourg       | D Team Jyväskylä                 |
| 86   | Elias Lindholm         | C        | Suède       | SKA Saint-Pétersbourg       | Brynäs IF                        |
| 87   | Roman Manoukhov        | A        | Russie      | Avtomobilist Iekaterinbourg | Avtomobilist Iekaterinbourg      |
| 88   | Denis Kamaïev          | A        | Russie      | CSKA Moscou                 | Krasnaïa Armia (MHL)             |
| 89   | Artiom Tchistiakov     | D        | Russie      | Traktor Tcheliabinsk        | Traktor Tcheliabinsk             |
| 90   | Aleksandr Sorokhine    | D        | Russie      | Torpedo Nijni Novgorod      | Ladia (MHL)                      |
| 91   | Joel Mustonen          | C        | Finlande    | Dinamo Minsk                | Skellefteå AIK                   |
| 92   | Andreï Minkovitch      | D        | Russie      | Neftekhimik Nijnekamsk      | Neftekhimik Nijnekamsk           |
| 93   | Evgenii Evseev         | A        | Kazakhstan  | Barys Astana                | Kazzinc-Torpedo Oust-Kamenogorsk |
| 94   | Nikita Svintsitski     | G        | Russie      | Torpedo Nijni Novgorod      | Ladia (MHL)                      |
| 95   | Sergueï Alekseïev      | A        | Russie      | Spartak Moscou              | Krylia Sovetov                   |
| 96   | Mattias Bäckman        | A        | Suède       | Avangard Omsk               | Linköpings HC                    |
| 97   | Nikita Voïnov          | A        | Russie      | Traktor Tcheliabinsk        | Traktor Tcheliabinsk             |
| 98   | Daniil Iounychev       | D        | Russie      | Iougra Khanty-Mansiïsk      | Salavat Ioulaïev Oufa            |
| 99   | Sergueï Kouptsov       | D        | Russie      | Severstal Tcherepovets      | Salavat Ioulaïev Oufa            |
| 100  | Aleksandr Delnov       | G        | Russie      | Atlant Mytichtchi           |                                  |
| 101  | Nikolaï Skladnitchenko | G        | Russie      | Barys Astana                |                                  |

### 5etour
| Rang | Joueur                      | Position | Nationalité | Équipe KHL                  | Repêché de                       |
| ---- | --------------------------- | -------- | ----------- | --------------------------- | -------------------------------- |
| 102  | Dmitri Ouvarov              | D        | Russie      | Spartak Moscou              | Spartak Moscou                   |
| 103  | Andreï Mironov              | D        | Russie      | OHK Dinamo                  | OHK Dinamo                       |
| 104  | Ilia Khokhlov               | D        | Russie      | Metallourg Magnitogorsk     | OHK Dinamo                       |
| 105  | Nikita Lissov               | A        | Russie      | CSKA Moscou                 | Krylia Sovetov                   |
| 106  | Ryan Murphy                 | A        | Canada      | Lokomotiv Iaroslavl         | Rangers de Kitchener             |
| 107  | Filipp Panguelov-Iouldachev | D        | Russie      | Salavat Ioulaïev Oufa       | Tolpar (MHL)                     |
| 108  | Pathrik Westerholm          | C        | Suède       | Avangard Omsk               | Malmö Redhawks                   |
| 109  | Jakub Jerabek               | A        | Tchéquie    | HC Lev Poprad               | HC Plzeň 1929                    |
| 110  | Ievgueni Ivantchik          | D        | Russie      | Vitiaz Tchekhov             | Vitiaz Tchekhov                  |
| 111  | Ryan Strome                 | C        | Canada      | Amour Khabarovsk            | IceDogs de Niagara (LHO)         |
| 112  | Mark McNeill                | C        | Canada      | Vitiaz Tchekhov             | Raiders de Prince Albert         |
| 113  | Denis Fiodorov              | C        | Russie      | Salavat Ioulaïev Oufa       | Salavat Ioulaïev Oufa            |
| 114  | Edouard Guimatov            | D        | Russie      | Avtomobilist Iekaterinbourg | Salavat Ioulaïev Oufa            |
| 115  | Dmitri Ogourstov            | D        | Russie      | CSKA Moscou                 | CSKA Moscou                      |
| 116  | Stanislav Petrov            | D        | Russie      | Traktor Tcheliabinsk        | Traktor Tcheliabinsk             |
| 117  | Pavel Khanov                | G        | Russie      | Torpedo Nijni Novgorod      | Neftianik Almetievsk             |
| 118  | Sondre Olden                | C        | Norvège     | Dinamo Minsk                | MODO Hockey                      |
| 119  | Arseni Ierokhine            | D        | Russie      | Neftekhimik Nijnekamsk      | Salavat Ioulaïev Oufa            |
| 120  | Stefan Roman                | D        | Kazakhstan  | Barys Astana                | Kazzinc-Torpedo Oust-Kamenogorsk |
| 121  | Jarrod Rabey                | A        | États-Unis  | Dinamo Minsk                | Ice d'Indiana                    |
| 122  | Nikita Kvartalnov           | G        | Russie      | Severstal Tcherepovets      | Almaz (MHL)                      |
| 123  | Anton Jitnikov              | C        | Russie      | Spartak Moscou              | Kristall Elektrostal             |
| 124  | Sebastian Collberg          | A        | Suède       | Avangard Omsk               | Frölunda HC                      |
| 125  | Ilia Nikolaïev              | A        | Russie      | Ak Bars Kazan               | Ak Bars Kazan                    |
| 126  | Daniel Pribyl               | C        | Tchéquie    | Severstal Tcherepovets      | HC Sparta Prague                 |
| 127  | Ivan Ivanov                 | D        | Russie      | Vitiaz Tchekhov             | Vitiaz Tchekhov                  |

### 6etour
| Rang | Joueur             | Position | Nationalité | Équipe KHL              | Repêché de                  |
| ---- | ------------------ | -------- | ----------- | ----------------------- | --------------------------- |
| 128  | Toms Andersons     | D        | Lettonie    | Dinamo Riga             | SenSee                      |
| 129  | Kirill Maslov      | A        | Russie      | OHK Dinamo              | OHK Dinamo                  |
| 130  | Timour Chingareïev | A        | Russie      | Metallourg Magnitogorsk | Stalnye Lissy (MHL)         |
| 131  | Nikolaï Vladimirov | A        | Russie      | Ak Bars Kazan           | Ak Bars Kazan               |
| 132  | Robbie Russo       | D        | États-Unis  | Lokomotiv Iaroslavl     | USA hockey (USHL)           |
| 133  | Sean Couturier     | A        | Canada      | Salavat Ioulaïev Oufa   | Voltigeurs de Drummondville |
| 134  | Jyrki Jokipakka    | D        | Finlande    | Avangard Omsk           | Ilves                       |
| 135  | Passe              | -        | -           | HC Lev                  | -                           |